# Kommando Freisler
Kommando Freisler ist eine Rechtsrock-Band aus Vellmar bei Kassel, die durch ihre offen den Nationalsozialismus und den Holocaust verherrlichenden Texte auffiel und Gegenstand mehrerer Ermittlungsverfahren war.

## Name der Band
Der Name bezieht sich auf Roland Freisler, den Präsidenten des Volksgerichtshofs, des höchsten Gerichts des nationalsozialistischen deutschen Staates für politische Strafsachen. Freisler war als Richter verantwortlich für tausende Todesurteile in den von ihm geführten Verhandlungen der letzten drei Jahre des NS-Regimes. 
Im Jahr 2003 wurde die mittlerweile indizierte CD „Geheime Reichssache“ erstmals produziert und seit dem Frühjahr 2004 in der neonazistischen Szene verbreitet. Das Booklet zeigt ein Porträt von Freisler mit einer Darstellung der Justitia und dem erhängten Angehörigen des militärischen Widerstands Karl Biedermann, welcher allerdings erst 3 Monate nach Freislers Tod standrechtlich verurteilt und hingerichtet wurde, sowie im Hintergrund einen Ausriss aus der Ernennungsurkunde Freislers zum Präsidenten des Volksgerichtshofes. Als Intro der CD dient das Todesurteil Freislers für den Priester Hermann Josef Wehrle.

## Texte
Die Texte sind stark antisemitisch und verherrlichen offen den Nationalsozialismus. Das Lied „Die Fahne senkt“ endet mit dem nationalsozialistischen Gruß „Sieg Heil!“.
Als Melodien werden bekannte deutsche Schlager wie „Im Wagen vor mir fährt ein junges Mädchen“ von Henry Valentino und „Beinhart“ von Torfrock oder Volkslieder wie „Die Vogelhochzeit“ aufgegriffen und durch zuweilen am Original orientierte Texte ersetzt, die einen offenen Rassismus und das Bekenntnis zum Ku-Klux-Klan ausdrücken. Die Texte entsprechen der in der extremen Rechten verbreiteten ambivalenten Haltung zum Holocaust. Dabei wird dieser zum einen geleugnet und als Lüge dargestellt (z. B. in „Das Giftgas“), zum anderen der Völkermord an den Juden verherrlicht und sich positiv auf die nationalsozialistischen Konzentrationslager bezogen.

## Indizierungen und polizeiliche Ermittlungen
Die erste CD der Band wurde am 31. August 2004 indiziert. Als Begründung wurde angeführt, dass die Texte überwiegend antisemitischen Inhalts seien und den Straftatbestand des § 130 Abs. 2 StGB (Volksverhetzung) erfüllten.
Nach Einschätzung der Staatsanwaltschaft Frankfurt am Main genießt die Band aufgrund ihrer Mischung aus bekannten Schlagermelodien und neonazistischen Texten in der Neonaziszene Kultstatus. Um einer möglichen Strafverfolgung zu entgehen, sei die Produktion der illegalen CDs in den vergangenen Jahren ins Ausland verlagert worden, vermutlich in skandinavische Länder. Die Tonträger seien aber nach wie vor für den deutschen Markt bestimmt.  
Im Oktober 2007 durchsuchte die Polizei die Wohnungen des NPD-Vorstandsvorsitzenden Thorsten Heise und des neonazistischen Liedermacherpaars Michael und Annett Müller. Heise wird von der Staatsanwaltschaft Frankfurt am Main vorgeworfen, Urheber der CD „Geheime Reichssache“ von Kommando Freisler zu sein.
Im November 2007 erschien die zweite CD „Kaufen, hören, hassen“ der Gruppe. Angeblich wurde die CD auf die Strafbarkeit in Deutschland geprüft. Dennoch wurde das Album am 27. Juni 2008 indiziert. 2009 wurde das Demo der Gruppe beschlagnahmt. Zum Jahresende 2008 erschien das unautorisierte Livealbum „Projekt Wolfsschanze – Live im Club Dirlewanger“.
Im November 2009 mussten sich die Mitglieder der Gruppe vor dem Amtsgericht Herzberg am Harz wegen Volksverhetzung verantworten. Jürgen Rieger, der eigentlich die Verteidigung eines Mitglieds übernehmen sollte, verstarb noch vor Prozessbeginn. Das Mitglied wurde daher noch nicht vorgeladen. Die zwei verbliebenen Mitglieder Sebastian Kramm und Oliver Keudel wurden zu Geldstrafen verurteilt. Außerdem kündigte das Management der Musikerin Annett Louisan an, rechtlich gegen die Band vorzugehen, weil sie deren Lied „Das Spiel“ unter dem Titel „Pitbull“ mit einem rechtsextremen Text nachgespielt hatte. Am 28. Oktober 2010 wurde die Strafe für Sänger und Schlagzeuger nach Antrag der Staatsanwaltschaft vom Landgericht Göttingen erhöht. Oliver Keudel erhielt eine Freiheitsstrafe von 10 Monaten, Schlagzeuger Sebastian Kramm von fünf Monaten, beides wurde zur Bewährung ausgesetzt.

## Diskografie
- Demo (Jahr unbekannt, beschlagnahmt, indiziert lt. BAnz. Nr. 114 vom 31. Juli 2008)
- Unveröffentlichte Lieder (2001, CD-r, indiziert[7])
- Geheime Reichssache (2004, indiziert)
- Kaufen hören hassen (2007, indiziert lt. BAnz. Nr. 95 vom 27. Juni 2008)
- Project Wolfsschanze (Live im Club Dirlewanger) (unautorisiert, 2008)
- FSK 18 (2010)
- Das Beste der 30er, 40er und das Neueste von heute! (Booklet indiziert laut BAnz AT 27.11.2015 B3)